# Brachionus calyciflorus
Brachionus calyciflorus är en hjuldjursart som beskrevs av Peter Simon Pallas 1766. Brachionus calyciflorus ingår i släktet Brachionus och familjen Brachionidae. Arten är reproducerande i Sverige.

## Underarter
Arten delas in i följande underarter:
- B. c. calyciflorus
- B. c. gigantea